# Rudolph von Carnall
Rudolph von Carnall (Kłodzko,  9 de fevereiro de 1804 – Breslávia, 17 de novembro de 1874) foi um geólogo e engenheiro de minas alemão.
Em sua homenagem o mineral cloreto duplo de potássio e magnésio hidratado (KMgCl3·6(H2O) foi denominado de carnallita.